# 싱싱싱 (라디오 프로그램)
싱싱싱은 CBS 표준FM에서 2009년 10월 19일부터 2015년 9월 12일까지 6년간 방송했던 라디오 프로그램이다.

## 역대 방송시간
| 방송 채널  | 방송 기간                         | 방송 시간                       |
| ---------- | --------------------------------- | ------------------------------- |
| CBS 표준FM | 2009년 10월 19일 ~ 2010년 6월 3일 | 월~토요일 오후 4:00 ~ 저녁 6:00 |
| CBS 표준FM | 2010년 6월 4일 ~ 2015년 9월 12일  | 월~토요일 오후 4:05 ~ 저녁 6:00 |

## 역대 DJ
- 2009년 10월 19일 ~ 2011년 11월 5일 : 김필원 아나운서
- 2011년 11월 7일 ~ 2014년 11월 8일 : 이명희, 박재홍 아나운서
- 2014년 11월 10일 ~ 2015년 9월 12일 : 이명희, 송정훈 아나운서